# 1767 en architecture
| Années de l'architecture : 1764 - 1765 - 1766 - 1767 - 1768 - 1769 - 1770    |
| Décennies de l'architecture : 1730 - 1740 - 1750 - 1760 - 1770 - 1780 - 1790 |

Cet article présente les faits marquants de l'année 1767 en architecture.

## Réalisations
- Fin de la construction à Rome de la Villa Albani.

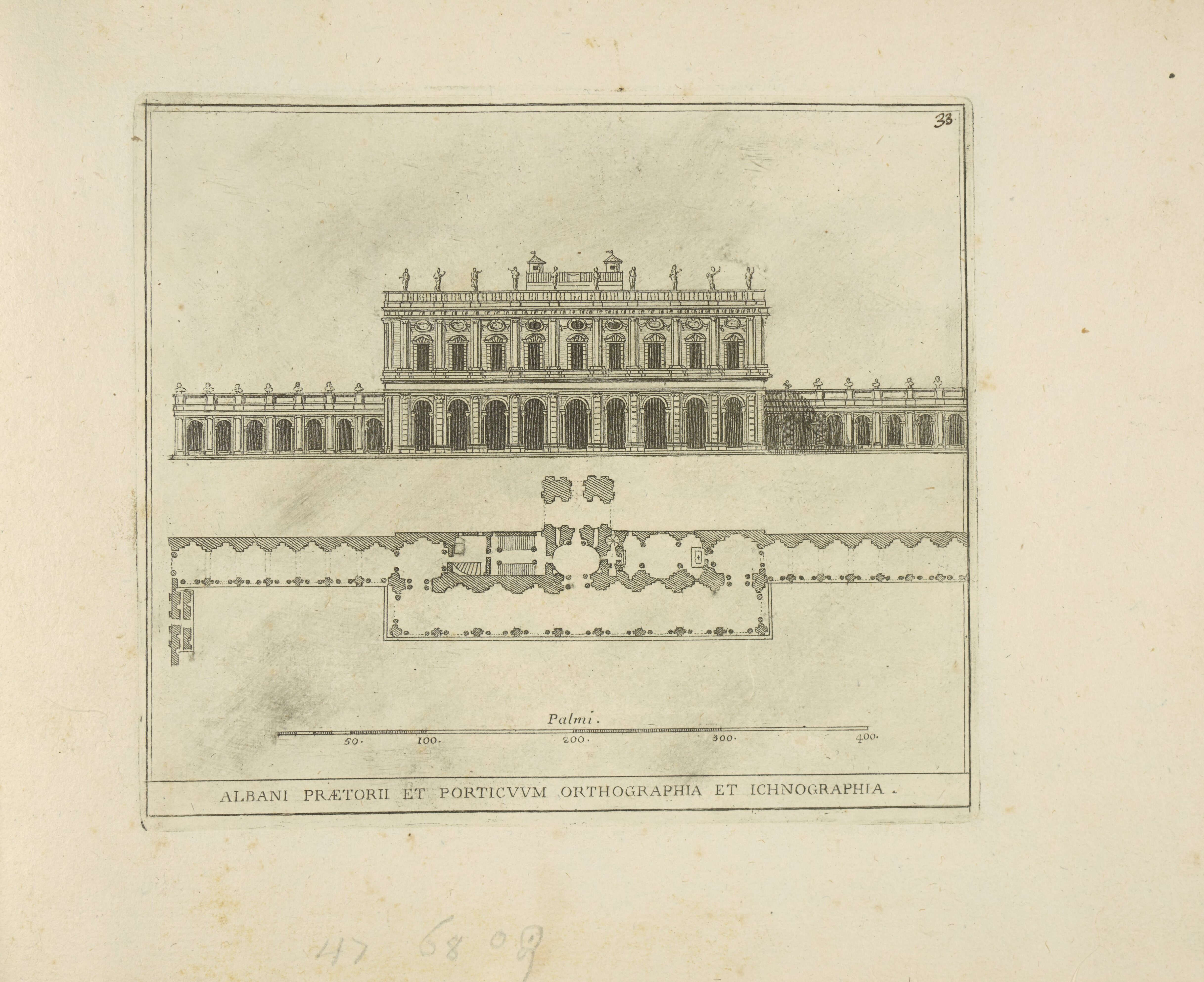
Chalcographie représentant la Villa Albani (plan et élévation, 1779).

## Projets
- Jacques François Blondel (1705-1774) élabore les plans d’aménagement de la ville de Strasbourg.

## Événements
- Inauguration à Paris de la Halle au blé.

## Récompenses
- Prix de Rome (sujet : « une douane pour une très grande ville ») : Pierre d'Orléans (premier prix).
- Académie royale d'architecture : Gabriel de Lestrade.

## Naissances
- x

## Décès
- x